# Florin Andone
Florin Andone (n. 11 aprilie 1993, Joldești, România) este un fotbalist român, care joacă pe post de atacant la CD Atlético Baleares⁠(d) în Segunda División B. Pe plan internațional, are prezențe la națională pentru România Sub-19 și România.

## Carieră
Născut în Joldești, Andone a absolvit academia echipei CD Castellón, debutând pentru prima oară ca senior în sezonul 2010-2011, în Segunda División B. Pe data de 2 iunie 2011 s-a transferat la Villarreal CF, întorcându-se la juniorat.Acesta a debutat în liga 1 ca jucător al lui Dinamo București în 2005-2006 sub formă de împrumut.
În 15 august 2013, după ce a apărut în mod regulat în tricoul lui Villarreal C, în Tercera División, Andone a fost împrumutat un sezon la o echipă de nivelul trei pe piramida fotbalului spaniol, la Atlético Baleares. Pe data de 3 iulie a anului următor, după ce a marcat 12 goluri, semnează pe trei ani cu Córdoba CF, plasat în primă instanță la echipa de rezervă a clubului, care evoluează în aceeași divizie cu fosta sa echipă.
În decembrie 2014 este mutat la prima echipă a Córdobei. Andone a jucat primul său meci ca profesionist pe data de 3 decembrie 2014, înlocuindu-l pe Xisco în minutul 57 al partidei pierdute de echipa sa în deplasare la Granada CF, într-un meci din Copa del Rey. A marcat primul său gol în returul de la Córdoba, marcând pentru echipa sa într-un meci ce avea să se termine cu o remiză de 1-1. Debutează în La Liga pe 5 ianuarie 2015, cu gol, tot împotriva Granadei.

## Echipa națională
Debutează pe 14 iunie 2015, la Belfast, într-un meci împotriva Irlandei de Nord (0-0).
Primul gol l-a marcat pe 17 noiembrie 2015, la Bologna, în urma unui amical împotriva Italiei (2-2).

## Legături externe
- Florin Andone pe BDFutbol
- Florin Andone pe site-ul National-Football-Teams.com
- Florin Andone – pe site-ul UEFA
- Profilul lui Florin Andone pe Soccerway